# Ludwigia anastomosans
Espèce
Statut de conservation UICN

VUB1+2c : Vulnérable
Ludwigia anastomosans est une espèce de plantes à fleurs de la famille des Onagraceae originaire du Brésil. 

## Répartition et habitat
Ludwigia anastomosans ne se retrouve qu'en quelques sites dispersés dans le centre du Brésil.